# Cadrema bilineata
Cadrema bilineata är en tvåvingeart som först beskrevs av Meijere 1904.  Cadrema bilineata ingår i släktet Cadrema och familjen fritflugor. Inga underarter finns listade i Catalogue of Life.